# Golo Brdo (Verőce)
Golo Brdo falu Horvátországban Verőce-Drávamente megyében. Közigazgatásilag Verőcéhez tartozik.

## Fekvése
Verőce központjától 4 km-re nyugatra, Nyugat-Szlavóniában, a Drávamenti-síkság szélén, a Bilo-hegység lábánál, a Zágráb-Eszék vasútvonal mentén, Podgorje és Bakva között fekszik.

## Története
Golo Brdo területe minden bizonnyal már a középkorban lakott volt. Erre utal a falu délnyugati részén fekvő rét feletti bükkfákkal és hársfákkal benőtt magaslat, melyet a nép Turski gradnak, azaz Törökvárnak nevez. Az itt állt várból mára csak a kerek formájú, sánccal övezett plató maradt meg, melyen amatőr kincskeresők ástak mély gödröket. A lelőhelyen 1989-ben a verőcei városi múzeum régészei végeztek egy rövid ásatást csekély eredménnyel. Így sem a vár kora, sem pusztulásának körülményei nem ismertek. Valószínűleg nemzetségi vár volt, mely az 1532-es török hadjáratban pusztult el.
A térség 1684-ben szabadult fel a török uralom alól, de a falu területe még ezután is több, mint száz évig pusztaság maradt. Térképen a 19. század első felében második katonai felmérés térképén még hegyként találjuk „Golo brdo” alakban. A település csak a 19. század végére alakult ki. 1880-ban említik először. A településnek 1890-ben 22, 1910-ben 189 lakosa volt. 1910-ben a népszámlálás adatai szerint lakosságának 82%-a horvát, 18%-a magyar anyanyelvű volt. Az iskolai oktatás 1913-ban még csak egy magánházban indult a településen, majd 1924-ben megnyílt az első iskola is.  Az I. világháború után 1918-ban az új szerb-horvát-szlovén állam, majd később (1929-ben) Jugoszlávia része lett. A II. világháború után a település a szocialista Jugoszláviához tartozott. 1991-ben csaknem teljes lakossága (94%) horvát nemzetiségű volt. 2011-ben falunak 364 lakosa volt. Lakói földműveléssel, állattartással foglalkoznak.

## Lakossága
| Lakosság változása | Lakosság változása | Lakosság változása | Lakosság változása | Lakosság változása | Lakosság változása | Lakosság változása | Lakosság változása | Lakosság változása | Lakosság változása | Lakosság változása | Lakosság változása | Lakosság változása | Lakosság változása | Lakosság változása | Lakosság változása |
| ------------------ | ------------------ | ------------------ | ------------------ | ------------------ | ------------------ | ------------------ | ------------------ | ------------------ | ------------------ | ------------------ | ------------------ | ------------------ | ------------------ | ------------------ | ------------------ |
| 1857               | 1869               | 1880               | 1890               | 1900               | 1910               | 1921               | 1931               | 1948               | 1953               | 1961               | 1971               | 1981               | 1991               | 2001               | 2011               |
| 0                  | 0                  | 0                  | 22                 | 150                | 189                | 0                  | 368                | 402                | 436                | 443                | 382                | 333                | 361                | 366                | 364                |

(1857 és 1880 között, valamint 1921-ben lakosságát Verőcéhez számították. 1991-tól önálló településként.)

## Nevezetességei
A helyi lakosság által Turski gradnak nevezett régészeti lelőhely valószínűleg egy középkori vár maradványait rejti magában. A várhely a falutól délnyugatra egy rét melletti kb. 25-30 méter magas és 100-150 méter átmérőjű dombon található. A magaslat északnyugatról és keletről igen meredek, déli oldalával egy hegynyereggel kapcsolódik a szomszédos magaslathoz. A mintegy 30 méteres átmérőjű kerek platót több gödör csúfítja el. A magaslatot egy 8 méter mélységű árok övezi.
Az 1974-ben ledöntött keresztet a helyiek 1991-ben újraállították.

## Kultúra
A helyi közösségi élet fő szervezőjét a nyugdíjasklubot 2002-ben alapították.